# Liceo classico Cneo Nevio
Il liceo classico statale "Cneo Nevio" è un istituto scolastico di Santa Maria Capua Vetere, che ha sede in piazza Bovio.

## Storia
Nel 1865 fu istituito il liceo ginnasio di Santa Maria Capua Vetere e intitolato ad Alessio Simmaco Mazzocchi, successivamente tra il 1913 e il 1914, fu reso statale e intitolato a Garibaldi; diversamente, in epoca fascista fu intitolato al duca di Genova, Tommaso di Savoia ed infine, nel 1985, il liceo assunse la denominazione di Cneo Nevio.
La sede originaria dell'ente fu quella di palazzo "Morelli" in via Albana, in seguito spostato, nel 1932, presso la sede di piazza Bovio; struttura che precedentemente aveva ospitato il conservatorio (1872) e la caserma dei carabinieri (1927). L'ala occidentale dell'edificio fu prolungata affinché potesse ospitare l'istituto scolastico e fu realizzata la facciata con l'ingresso ad emiciclo su piazza Bovio.
Nel 2011 i liceo classico "Nevio" e lo scientifico "Edoardo Amaldi" si unirono per divenire l'istituto statale di istruzione superiore "Amaldi-Nevio".

## Museo Scientifico "Nevio" Santa Maria Capua Vetere

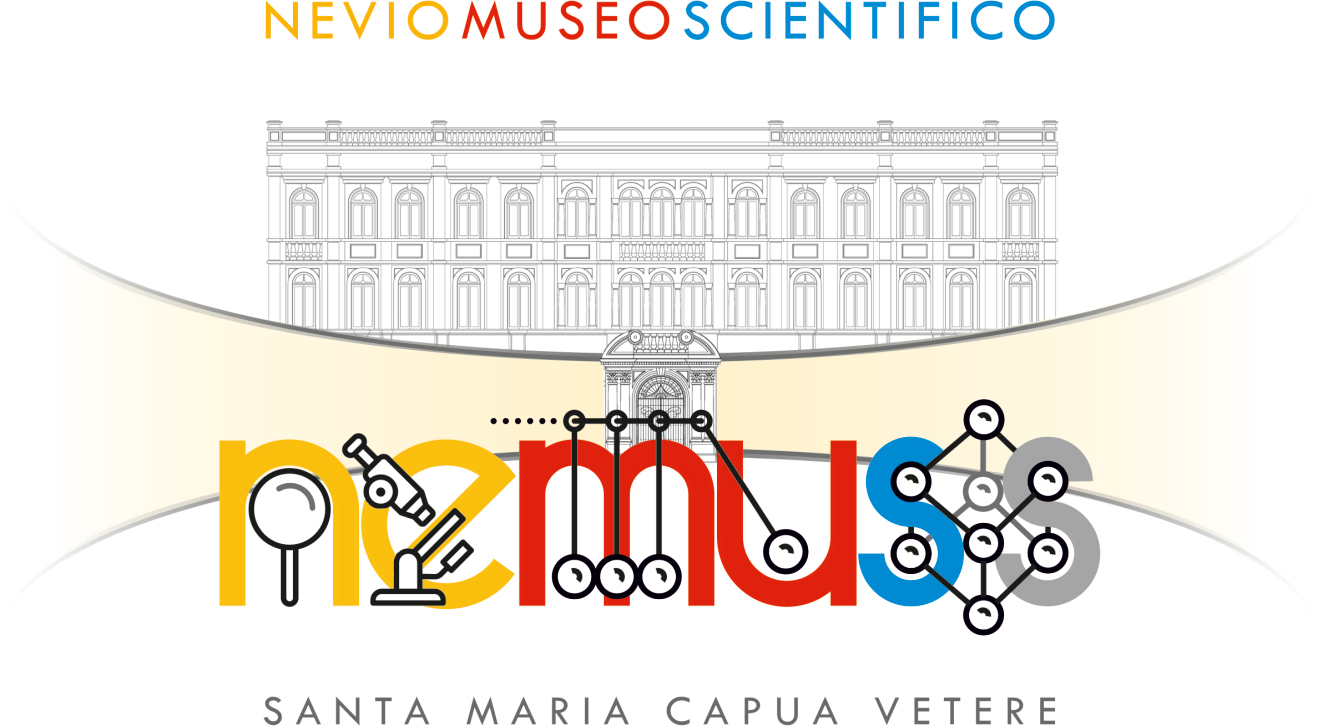
Logo del museo scientifico Nevio (NeMuSS), ideato e realizzato da Fabio Santoro nel dicembre del 2016.

Il museo scientifico "Nevio" (NeMuSS), inaugurato presso la sede di piazza Bovio il 20 gennaio 2017, è un museo che raccoglie la strumentazione scientifica usata nel liceo tra il 1864 e il 1970.
Il museo, sito nel complesso scolastico di piazza Bovio, dispone di quattro collezioni: la prima include varie classi di minerali, rocce e fossili; la seconda concerne modelli e sussidi didattici composti da mappamondi, carte geografiche, riproduzioni di specie animali e vegetali; la terza raccoglie la strumentazione scientifica usata dagli studenti nel corso dell'Ottocento e del Novecento per gli sperimenti di chimica e fisica; la quarta, infine, consta della strumentazione tecnologica del 1960 impiegata per la didattica con i primi ausili per la riproduzione di suoni (dischi e nastri) e la proiezione d'immagini e video.